# كأس النرويج 1987
كأس النرويج 1987 (بالنرويجية: Norgesmesterskapet i fotball for menn 1987)‏ هو الموسم 82 من كأس النرويج. أشرف على تنظيمه اتحاد النرويج لكرة القدم، وفاز فيه نادي برينه.